# 魏哲和
魏哲和（1946年4月28日—）是前中華民國總統府國策顧問。
2009年7月3日，監察院主動調查前國科會主委魏哲和，因龍潭購地案，被監察院以違背職務為由彈劾.
2012年12月28日，特偵組經過調查後，認為魏哲和不知扁珍收取達裕公司負責人辜成允四億元佣金，亦未涉及收賄或圖利業者，簽結此案

## 學歷
- 國立交通大學電子工程學系學士
- 國立交通大學電子工程學系碩士
- 美國西雅圖華盛頓大學電機工程學系博士

## 經歷
- 國立交通大學電子工程學系系主任
- 國立交通大學電子工程研究所所長
- 國立交通大學電機資訊學院院長
- 國立交通大學副校長
- 教育部顧問室主任
- 行政院國家科學委員會主任委員
- 台北醫學大學董事

## 外部連結
- 臺北醫學大學介紹魏哲和
- 大同大學介紹魏哲和 （页面存档备份，存于）

| 前任： ' | 國立交通大學電子工程學系系主任 | 繼任： ' |
| 前任： ' | 國立交通大學電子研究所所長     | 繼任： ' |
| 前任： ' | 國立交通大學副校長             | 繼任： ' |
| 前任： ' | 教育部顧問室主任               | 繼任： ' |
| 前任： ' | 行政院國家科學委員會主任委員   | 繼任： ' |